# Вайни, Даг
Ду́глас Маа́фу Хо́ук (англ. Douglas Ma'afu Hawke; род. 20 ноября 1976, Окленд), более известный как Даг Ва́йни (англ. Doug Viney) — новозеландский кикбоксер, представитель тяжёлой весовой категории. Наиболее известен по участию в турнирах организации К-1 на протяжении 2000-х годов, победитель Гран-при Новой Зеландии, финалист и участник нескольких Мировых гран-при. Имеет в послужном списке победы над такими известными бойцами как Забит Самедов, Питер Грэм, Александр Пичкунов и др.
Также проявил себя как боксёр-любитель, побеждал на чемпионате Океании по боксу, представлял Тонга на летних Олимпийских играх в Афинах.

## Биография
Дуглас Хоук родился 20 ноября 1976 года в Окленде, Новая Зеландия, имеет тонганские корни. Увлекался единоборствами с раннего детства, практиковал кикбоксинг и муай-тай, при этом его наставниками в разное время были такие известные специалисты как Рэй Сефо, Лоло Хеймули, Джейсон Вемоа. На соревнованиях выступал как Даг Вайни — именно под этим именем стал известен широкой общественности.
Впервые заявил о себе в сезоне 2000 года, одержав победу на чемпионате Новой Зеландии по боксу в первой тяжёлой весовой категории.
Первого серьёзного успеха на международном уровне добился в 2001 году, когда подписал контракт с крупнейшей кикбоксерской организацией мира 
К-1 и выступил на Гран-при Новой Зеландии в Окленде, где победил всех троих соперников по турнирной сетке, в том числе в финале взял верх над соотечественником Рони Сефо.
В 2002 году пытался пройти отбор на Мировое гран-при К-1, благополучно прошёл оппонента на стадии четвертьфиналов, но в полуфинале в первом же раунде был нокаутирован другим новозеландцем Эндрю Пеком. Чуть позже на Гран-при Новой Зеландии взял у Пека реванш, выиграв решением судей, тогда как в финале на сей раз был остановлен Джейсоном Сатти.
2003 год оказался для него откровенно неудачным, он дважды выходил на ринг против хорвата Горана Юкича и оба раза проиграл ему досрочно.
На волне неудач в 2004 году Вайни решил попробовать себя в боксе, прежде всего в любительском. Представляя национальную сборную своей исторической родины Тонга, одержал победу в супертяжёлом весе на чемпионате Океании в Нукуалофа, хотя фаворит соревнований новозеландец Ангус Шелфорд не смог выйти на финальный поединок из-за обнаруженной у него ушной инфекции. Благодаря этой победе удостоился права защищать честь страны на летних Олимпийских играх в Афинах — стал одним из пяти тонганских спортсменов на этих Играх и на церемонии открытия нёс знамя Тонга. Тем не менее, провёл здесь только один единственный бой — в 1/16 финала категории свыше 91 кг встретился с американцем Джейсоном Эстрадой и проиграл ему со счётом 11:30.
В 2005 году также дебютировал в профессиональном боксе, выиграл один поединок, но затем решил вернуться в кикбоксинг.
Возвращение в K-1 оказалось удачным, в 2006 году Вайни победил всех троих соперников на домашнем турнире «Короли Океании» в Окленде, в том числе в финальном решающем поединке единогласным решением судей взял верх над опытным австралийцем Питером Грэмом.
Сезон 2007 года оказался одним из самых успешных в профессиональной карьере Дага Вайни, несмотря на поражение нокаутом на турнире в Румынии, он затем одержал победу на отборочном турнире Мирового гран-при K-1 в Лас-Вегасе, где в числе прочих победил россиянина Александра Пичкунова и азербайджанца Забита Самедова в полуфинале и финале соответственно. Однако на прошедшем в Сеуле финале во втором раунде был нокаутирован сильным представителем Марокко Бадром Хари — пропустил настолько сильный удар в челюсть, что потом в течение двух дней не мог говорить.
В 2008 году на Мировом гран-при K-1 в Амстердаме потерпел поражение от Забита Самедова, позже на турнире в Словакии взял верх над турком Эрханом Денизом.
В 2009 году встретился на ринге с румыном Себастьяном Чобану и проиграл ему единогласным судейским решением.
В 2010 году провёл второй бой с Питером Грэмом, и на сей раз австралиец оказался сильнее, выиграв техническим нокаутом.
После ряда поражений Вайли решил перейти в смешанные единоборства и провёл бой против английского бойца Джеймса Максуини, которому проиграл сдачей, попавшись в удушающий приём сзади.
Заключительный бой в спортивной карьере Дага Вайни состоялся в августе 2012 года, на турнире в Австралии он вышел на ринг против известного польского кикбоксера Павла Словиньского и по итогам трёх раундов проиграл судейским решением.
Впоследствии работал личным тренером по ударным единоборствам.